# 勒弗拉努瓦
勒弗拉努瓦（法語：Le Frasnois，法語發音：[lə fʁanwa]）是法国汝拉省的一个市镇，位于该省中部，属于隆斯勒索涅区。

## 地理
勒弗拉努瓦（46°38'8"N, 5°53'51"E）面积14.56 平方千米，位于法国勃艮第-弗朗什-孔泰大區汝拉省，该省份为法国东部内陆省份，北起上索恩省，西北接科多尔省，西临索恩-卢瓦尔省，南至安省，东与杜省和瑞士接壤。
与勒弗拉努瓦接壤的市镇（或旧市镇、城区）包括：萨夫洛、舍夫罗泰讷、松热松、梅内特吕昂茹、邦略、拉绍迪东比耶、沙泰尔讷夫。

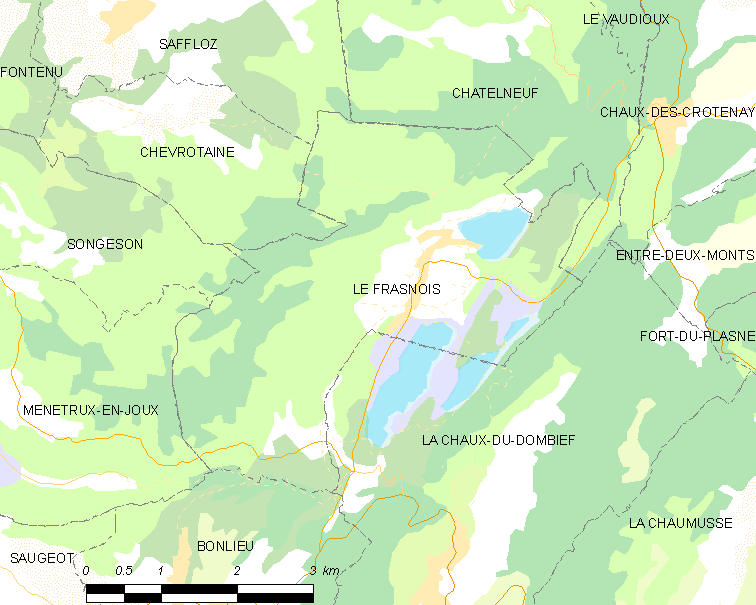
勒弗拉努瓦的OSM定位图

勒弗拉努瓦的时区为UTC+01:00、UTC+02:00（夏令时）。

## 行政
勒弗拉努瓦的邮政编码为39130，INSEE市镇编码为39240。

## 政治
勒弗拉努瓦所属的省级选区为圣洛朗昂格朗沃县。

## 人口

1962-2008年间勒弗拉努瓦人口变化图示

勒弗拉努瓦于2022年1月1日时的人口数量为171人。